# フルカ・オーバーアルプ鉄道HGe2/2形電気機関車

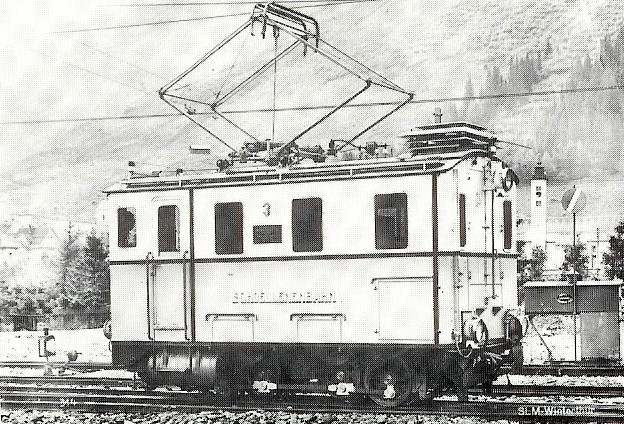
シェレネン鉄道のHGe2/2 3号機、製造直後

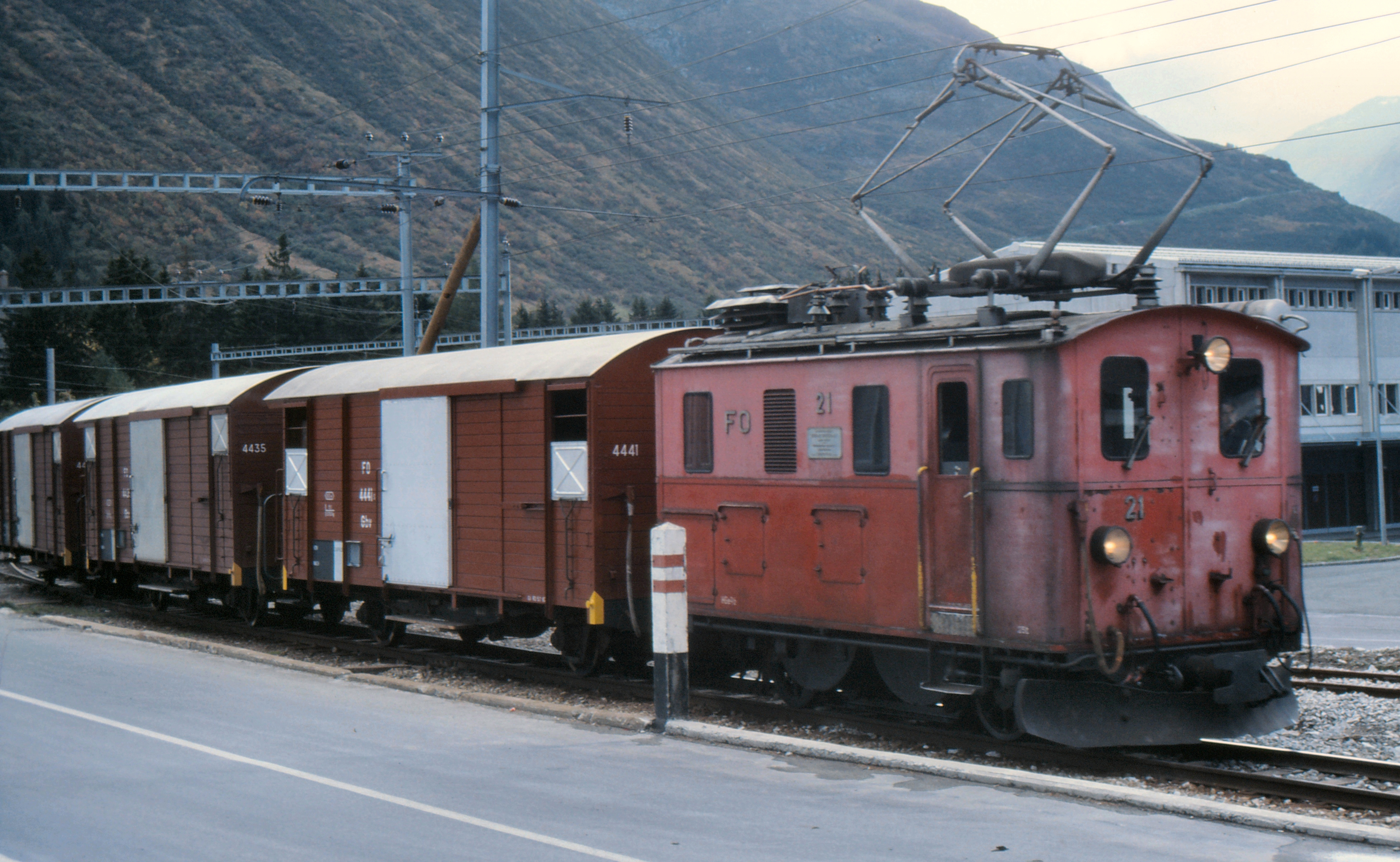
フルカ・オーバーアルプ鉄道のHGe2/2 21号機

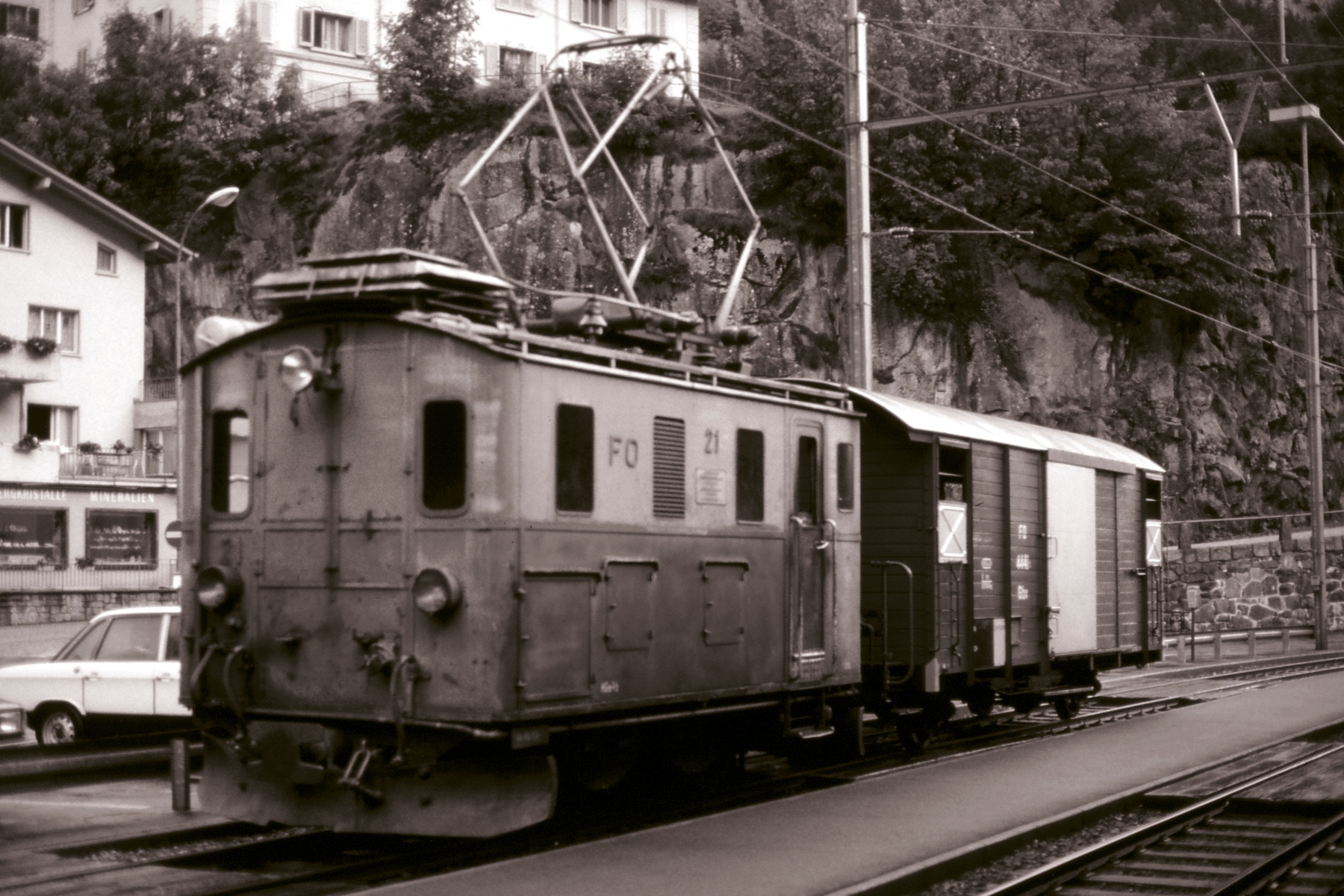
HGe2/2 21号機、後位側の前面

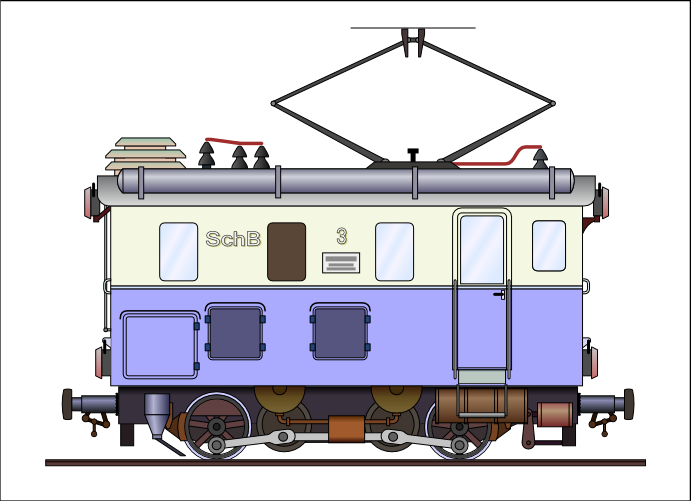
シェレネン鉄道時代、右側が前位

フルカ・オーバーアルプ鉄道HGe2/2形電気機関車（ふるか・おーばーあるぷてつどうHGe2/2がたでんききかんしゃ）は、フルカ・オーバーアルプ鉄道（Furka-Oberalp-Bahn (FO)）でかつて使用されていた山岳鉄道用ラック式電気機関車である。

## 概要
マッターホルン・ゴッタルド鉄道の旧フルカ・オーバーアルプ鉄道区間のうち、本線の旧街道沿いの宿場町アンデルマットからロイス川のゲシェネン渓谷を下ってスイス連邦鉄道（スイス国鉄）のゴッタルド鉄道トンネルの北側入口であるゲシェネン間を結ぶシェレネン線は1917年7月12日にシェレネン鉄道 (Schöllenenbahn (SchB)) により開業した直流1200V電化の路線であり、アンデルマット がスイス陸軍の重要拠点であったため、当初より全線電化で1925年には通年運行が開始されている。
1900-1910年代のスイスのラック式登山鉄道では、1898年に開業したユングフラウ鉄道、ゴルナーグラート鉄道、シュタンスシュタート-エンゲルベルク鉄道以降、ほとんどの鉄道で2軸式のラック式専用もしくはラック式/粘着式併用の小型電気機関車が客車を押し上げる形態の列車での運行が主力となっていた。これらの機関車はそのほとんどが機械部分をSLMが製造しており、動輪または車体支持輪を2軸持ち、主電動機とラック式の駆動装置を車体内に装備する小型箱形車体の機関車であった。一方、1900年代にはモンテイ-シャンペリ-モルジャン鉄道やマルティニ・シャトラール鉄道などの一部路線ではラック式の小型化した駆動装置を台車内に組み込んだ電車が運用され始めており、同時に、従来からの2軸式の機関車は大型化と高出力化が図られていた。
そういった中でシェレネン鉄道では開業に際して客車7両、貨車11両などを導入し、その牽引用やアンデルマットおよびゲシェネン駅、ゲシェネン貨物駅での入換用として小形のラック式電気機関車を採用することとなり、製造された機体が本項で述べるHGe2/2形であり、1915年に1-4号機の4機が導入され、同鉄道開業から1940年代に至るまで本形式が同鉄道唯一形式の動力車であった。この機関車は車体、機械部分、台車の製造をSLM、電機部分、主電動機の製造をBBCが担当し、1時間定格出力235kWを発揮し、最大勾配179パーミルで40tの列車を牽引可能な性能を持っていた。
シェレネン鉄道の電気方式は開業以来直流1200Vであったが、アンデルマットで接続し、1940年代まで非電化であったフルカ・オーバーアルプ鉄道が第二次世界大戦による石炭の 価格高騰の影響によって同鉄道も電化されることとなり、両端で接続し、1930年からは夏期に氷河急行の客車の直通が行われていたレーティッシュ鉄道およびブリーク-フィスプ-ツェルマット鉄道の前身であるフィスプ-ツェルマット鉄道 と同じAC11000V16 2/3Hzで1940-42年に電化されることとなったため、アンデルマット駅構内を共有するシェレネン鉄道も電化方式を変更することとなり、1941年10月17日から同じ交流11000V16 2/3Hzでの運行となっている。これに伴い、シェレネン鉄道ではBCFhe2/4形電車の41号機を導入するとともに、本機の電機品もBCFhe2/4 41号機と同等の交流対応機器に換装し、同時に出力も増強されて48tの列車の牽引が可能となっている。
その後、第二次世界大戦の終結により、シェレネン鉄道の輸送量は1950年代には大きく落ち込んできたため、同鉄道は1961年8月1日にフルカ・オーバーアルプ鉄道に統合されることとなり、本形式も他の車両とともにフルカ・オーバーアルプ鉄道所属となってHGe2/2形の21-24号機に改番されたほか、塗装や表記類も順次同鉄道のものに変更されている。
なお、各機体の機番（シェレネン鉄道）、機番（フルカ・オーバーアルプ鉄道）、SLM製番と製造年は以下のとおりである。
- 1 - 21 - 2465 - 1915年
- 2 - 22 - 2466 - 1915年
- 3 - 23 - 2467 - 1915年
- 4 - 24 - 2468 - 1915年

## 仕様

### 車体
- 車体は鋼製で側面、前面には型帯が入っている切妻式の箱形のもので、台枠は鋼板リベット組立式の板台枠となっている。運転台は前位側のみの片運転台式で、機器室と運転室の仕切壁はなく一体となった構造でとなっている。前位側前面には縦長の窓が2箇所があり、中央上部と車体裾部左右に引掛式の前照灯が設置されており、後位側前面には大形の機器点検口と後進時の見通しのための縦長の窓が2箇所と、前面同様3箇所の前照灯が設置されており、運転時には前位側の運転室から機器室内の電機機器の横を見通して後位側正面窓から前面を見る形となっている。側面は前位側に運転室側面窓と乗降扉があり、機械室部分には3箇所の明かり取り窓が設置されているほか、下部には機器点検口が設置されている。
- 連結器は車体取付のねじ式連結器で緩衝器が中央、フック・リングがその左右にあるタイプとなっており、車体下部にはスノープラウが設置されているほか、連結器付近にブレーキ用の連結ホースが設置されている。屋根上は中央やや前位側に大形のパンタグラフが1基搭載されているほか、後位側には主抵抗器冷却気の排気口が、前後位の車端部には暖房引通用電気連結器のシューとコンタクタが設置されている。
- 製造当初はは車体の下半分をペールブルー、上半分をクリーム色として、型帯に濃青色の帯が入り、車体下半部には白の細帯で縁取りが入れられていた。また、側面中央上部に機番の切抜文字が設置されるとともに、下部には”Schöllenenbahn”の飾り文字が入れられていた。なお、屋根及び屋根上機器がライトグレー、床下及び床下機器はダークグレーであった。その後若干の塗装変更がなされており、車体型帯部分の濃青色帯がペールブルーとクリーム色の塗分部のみとなったほか、側面下部の"Schöllenenbahn"の飾り文字が無くなり、代わりに"Sch B"のレタリングに変更されている。

### 走行機器
- 制御方式は抵抗制御で、手動操作、直接制御式の1台の制御装置で2台の直流分巻整流子電動機を制御する方式である。また、電気ブレーキとして回生ブレーキ機能を有しており、そのほか真空ブレーキ、手ブレーキを装備していた。基礎ブレーキ装置としては、主電動機出力軸、ピニオン軸と粘着動軸のブレーキ用ピニオンにそれぞれドラムブレーキが併設されるとともに動輪に片押式の踏面ブレーキが設置され、主電動機軸のドラムブレーキには速度超過防止用の遠心ブレーキ機構が併設されている。また、真空タンクは製造当初は後位側の車体床下に搭載されていたが、後に片側の屋根肩部には車体全長におよぶ大容量のものに交換されている。
- 主電動機は機器室内の台枠上に2台並べて装荷されており、動力伝達機構も2組装備されるが、前後の動輪はサイドロッドによって相互に連結されている。駆動力の伝達経路は以下の通りで歯車比は動輪7.36、ピニオン8.29であるほか、摩擦継手はラックレールに異物等が介入した場合に主電動機を保護するためのものとなっている。
  - ピニオン：主電動機出力軸 - 摩擦継手 - 出力軸の小歯車 - 中間軸の大歯車 - 中間軸のピニオン用小歯車 - ピニオン軸の大歯車 - ピニオン
  - 動輪：主電動機出力軸 - 摩擦継手 - 出力軸の小歯車 - 中間軸の大歯車 - クラッチを組み込んだ中間軸の動輪用小歯車 - ジャック軸の大歯車 - クランク - サイドロッド - 動輪
- なお、ジャック軸とピニオン軸は同心で、中空軸のピニオン軸の内側にジャック軸が通る構造となっているほか、ラック区間走行時には粘着動輪への駆動力伝達クラッチが開放され、純ラック式機関車として走行する方式としている。なお、主電動機出力は直流電化時は2台で1時間定格235kWである。
- ラック方式はラックレール2条のアプト式[16]で、ピニオン有効径は688mm、動輪径は712mmである。
- そのほか、補機として電動真空ポンプが車体内に搭載されるほか、後位側動輪端部に砂撒き装置と砂箱を装備している。

### 交流化改造
- 電化方式の変更に伴って1941年に電機品も交流化対応のものに換装する改造を実施している。この改造には主電動機などにBCFhe2/4形の電機品と同等品が用いられており、制御方式はタップ切換制御で車体後部に主変圧器を搭載し、2台の交流整流子電動機を制御している。駆動装置は主電動機の変更に伴って歯車比が変更されて粘着動輪8.88、ピニオン10.00となったほかは大きな変更はなくそのまま使用されており、1時間定格出力は235kWから429kWへ、牽引トン数が40tから48tへそれぞれ増強され、速度も8km/hから14.5km/hに向上している。なお、電機品の変更に伴って、車体側面の点検口が増設されているほか、側面窓のうち中央のものがルーバーに変更されている。
- ブレーキは電気ブレーキが発電ブレーキに変更となったほか、機関車用の自動空気ブレーキと入換用直通空気ブレーキが追加されている。
- 列車暖房用電源も架線から直接の直流1200Vから、機関車の主変圧器出力の交流300Vへ変更されており、客車への電気暖房引通用の電気連結器が通常の電気連結器と連結栓によるものに変更されて設置位置も正面下部に移設されているほか、放送などサービス用の電気連結器が増設されている。
- このほか、正面車体裾部に設置されていた前照灯が若干上部へ移設され、集電装置が交流用に変更されて設置位置が前位側へ移設され、空いたスペースに交流用の高圧ヒューズと主開閉器が設置されている。
- 運転室は右側運転台で、交流化改造によって機器類が一新されており、運転台右側に縦軸ハンドル式のマスターコントローラーと自動ブレーキ弁および直通ブレーキ弁ハンドルが、左側に大型の手ブレーキハンドルが設置されるものとなり、計器類は左右の正面窓間に設置されている。
- なお、交流化改造後に合わせて若干の塗装変更がなされており、車体型帯部分の濃青色帯がペールブルーとクリーム色の塗分部のみとなったほか、側面下部の"Schöllenenbahn"の飾り文字が無くなり、代わりに窓横に”Sch B”の切抜文字が設置されたほか、正面向かって右側の前照灯横にも機番の切抜文字が増設されている。
- その後フルカ・オーバーアルプ鉄道所属となった際には車体のベース色が同鉄道標準の濃赤色となり、乗務員室扉の手すりが黄色、屋根及び屋根上機器が銀またはライトグレー、床下及び床下機器はダークグレーとなり、機番および社名の切抜文字がそれぞれ改番された21-24号機のものと"FO"のものにそれぞれ交換されていた。

### 主要諸元
直流電化
- 電気方式：DC1200V 架空線式
- 自重：22.0t
- 減速比
  - 動輪:7.36
  - ピニオン：8.29
- 最高速度
  - 粘着区間：29km/h
  - ラック区間：9km/h
- 走行装置
  - 主制御装置：抵抗制御
  - 主電動機：直流分巻整流子電動機×2台（1時間定格出力：235kW/2台）
- 牽引トン数：40t（179パーミル・ラック区間・8km/h）
- ブレーキ装置：回生ブレーキ、真空ブレーキ、手ブレーキ

交流電化
- 電気方式：AC11kV 16 2/3Hz 架空線式
- 自重：25.1t
- 減速比
  - 動輪:8.88
  - ピニオン：10.00
- 最高速度
  - 粘着区間：30km/h
  - ラック区間：20km/h
- 走行装置
  - 主制御装置：タップ切換制御
  - 主電動機：交流整流子電動機×2台（1時間定格出力：429kW/2台）
- 牽引トン数：48t（179パーミル・ラック区間・14.5km/h）
- ブレーキ装置：発電ブレーキ、空気ブレーキ、真空ブレーキ（列車用）、手ブレーキ

共通
- 軌間：1000mm
- 最大寸法：全長6240mm、全幅2670mm、全高3820mm（パンタグラフ折畳時）
- 車輪径：712mm
- ピニオン有効径：688mm（アプト式）
- 軸距（粘着軸）：2700mm

## 運行・廃車

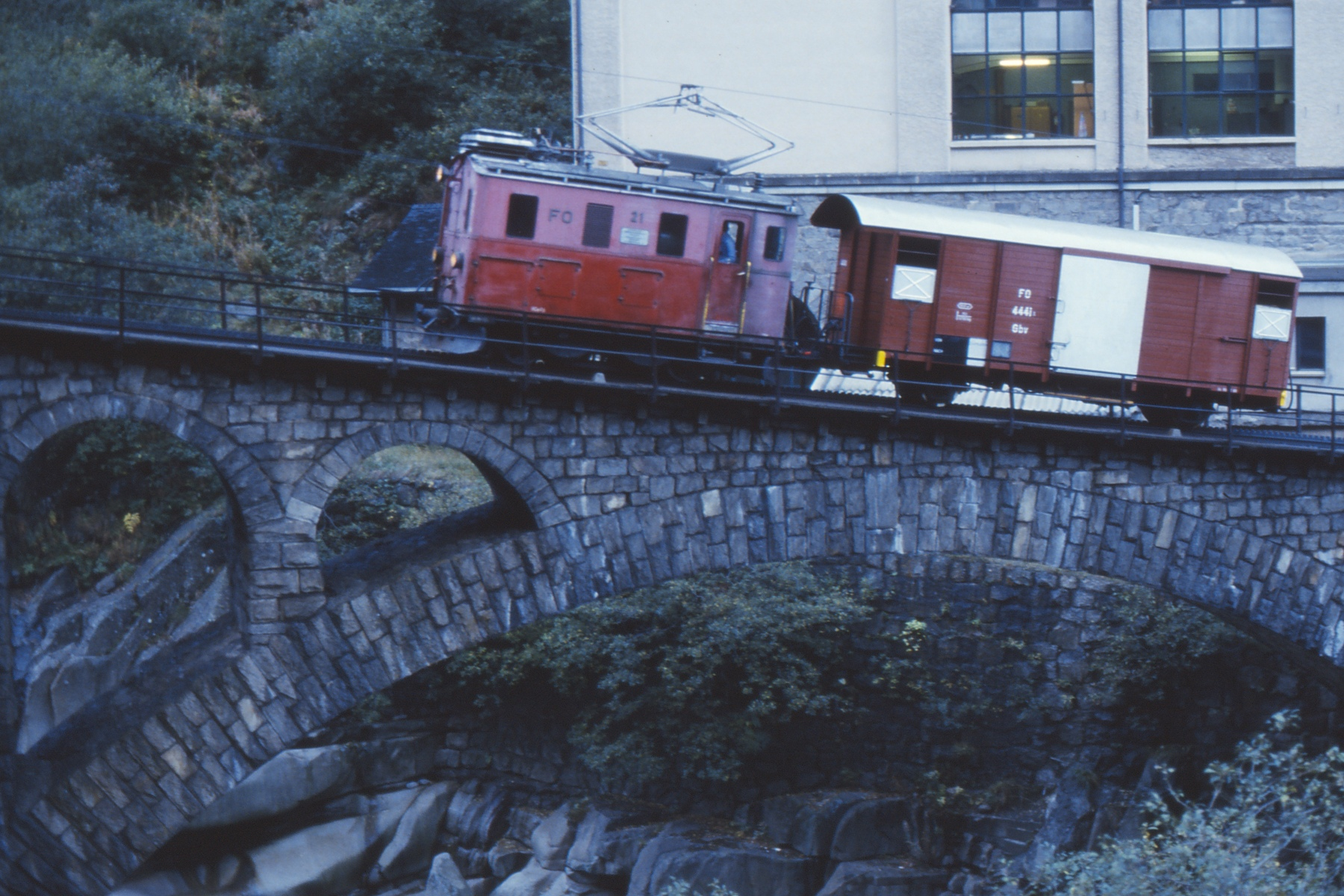
貨車を牽引するHGe2/2 21号機、ゲシェネン駅付近、1983年

- 本機は終始アンデルマット-ゲシェネン間のシェレネン線で使用されたが、同線は全長3.7km、高度差330m (1435m - 1106m) の最急勾配179パーミルの連続する山岳路線で、アルプスの十字路と呼ばれるアンデルマットからシェレネン渓谷の急流を下り、途中悪魔の橋の脇を通りスイス国鉄のゴッタルド鉄道トンネルの北側入口であるゲシェネン間を結ぶもので、中間に駅はなく、両端2駅およびスイス国鉄ゲシェネン駅と連絡する貨物駅のみで営業をしていた。
- シェレネン鉄道では本形式のほか以下の車両を有しており、すべて本形式が牽引する列車で運行されていた。
  - 客車（7両）：BC4 21-24形2等/3等合造客車、BCF4 31-33形2等/3等/荷物合造客車
  - 貨車（11両）：K 51-52形有蓋車、Lk 61-62形、L 71-72形、M3 671-672形、K 441-442形、OM6 821形
- シェレネン鉄道では開業後、1930年代頃までは通常に列車の先頭に機関車を連結していたが、その後に保安上の理由で常に勾配の下側（ゲシェネン側）に機関車を配置するようになり、先頭の客車には前照灯が設置され、先頭に乗った保安要員はベルや信号を使って機関車に連絡をとっていた。
- フルカ・オーバーアルプの電化工事中の1940年にはフルカ・オーバーアルプ鉄道のアンデルマット - オーバーアルプゼー間が直流1200Vで電化され、一部列車が本形式の牽引によって運行されている。
- 1940年の交流電化後はBCFhe2/4形の41号機とともに使用されている。BCFhe2/4 41号機用とプッシュプル式の列車を組成するために1942年にBCF4 33号車を改造した制御客車BCFt4 30号車が用意されているが、本形式および客車2両程度とBCFt4 30号車と編成でも運用されている。同車は1916年製のBCF4 31-33形のBCF4 33号車を制御客車に改造したもので、全長13.8m、自重14.8tの2等/3等/荷物合造制御客車であり、その後称号改正により ABFt4s 4191I号車となり、1968年に廃車となっているほか、本形式と同車は総括制御が出来ないため、本形式と編成を組んだ編成のアンデルマット方行きの列車は従来どおり推進運転で運転されている。
- シェレネン鉄道のフルカ・オーバーアルプ鉄道への合併後も引続きシェレネン線で使用され、主に同じ旧シェレネン鉄道の客車などを牽引していたが、1971年製の新しい前面パノラミックウインドウの制御客車ABt 4191-4194形とも編成を組んでいる。ABt 4191II-4194形はSIG製[17] の標準型客車の系列であるEW Iシリーズ[18]の1車種であり、全長17.02m、自重14.2tの1等/2等合造制御客車となっている。
- 1967年製のHGm4/4形ディーゼル機関車や1971年製のDeh4/4 51-55形荷物電車がシェレネン線で使用されるようになると1972年以降は旅客列車には使用されなくなり、その後は貨物列車およびアンデルマット駅構内の入換用として運用され、1976年から1985年にかけて順次廃車となった。なお、HGe2/2 21号機の変圧器などの電機品の一部は1986年にX 4929II形暖房車に流用されている。同車は1914年製の有蓋貨車であるGk 4420号車にパンタグラフと変圧器を搭載したもので、留置中の客車の暖房用および食堂車の調理用電源の供給用として使用されている。
- 各機体の廃車年は以下の通りである。
  - 21 - 1985年
  - 22 - 1976年
  - 23 - 1982年
  - 24 - 1980年